# Cerimônia de Abertura da Universíada de Verão de 2021
A cerimônia de abertura da Universíada de Verão de 2021 foi realizada ao anoitecer do dia 28 de julho de 2023, no Estádio do Parque Esportivo do Lago Dong'an, em Chengdu, na China.

## Sobre a cerimônia
O objetivo da cerimônia era servir como uma vitrine para a singularidade cultural da província e do país anfitriões e, para os atletas e treinadores participantes, é um momento de descontração. Ela é o evento que anuncia o início das competições.
Segundo diretor-chefe da Cerimônia, Weiya Chen, ela encapsulou o tema dos sonhos. Este tema significa as esperanças, esforços e amizades que ressoam entre os jovens.
| “                                                     | Nosso objetivo é incorporar os elementos essenciais da Universíada na grandeza cerimonial e apresentações artísticas. Queremos que o público se conecte com a energia da juventude em cada apresentação, incorporando o espírito dos jovens que se esforçam pelos seus sonhos. | ” |
| — Weiya Chen, diretor-chefe da Cerimônia de Abertura, | |   |

Para garantir uma experiência extraordinária, a equipe de direção incluiu inúmeras inovações artísticas. Por exemplo, a entrada da bandeira da FISU, que será trazida seguindo uma trilha de fogo marcada por dois atletas, simbolizando uma jornada em direção a sonhos e aspirações. Este caminho de "trilhos" ilumina a procissão dos emblemas das edições anteriores em que o evento era conhecido como Universíada, começando no dia 1 e passando pelo dia 30. Culmina, então, com o emblema de "Chengdu 2021" iluminando a pista. Em seguida, ela se expande para preencher todo o campo. Em meio a isso, um coro de estudantes universitários apresenta uma versão dramática do hino "Gaudeamus Ignitur".
O diretor-chefe também compartilhou o design meticuloso por trás do momento culminante — o acendimento cerimonial da chama do conhecimento.
| “ | Os portadores da tocha que escolhemos, bem como o método de acendimento, simbolizam um forte senso de perseguir sonhos. Eles são buscadores e realizadores de sonhos. Pessoalmente, sinto-me como um caçador de sonhos, constantemente em busca. Junto com minha equipe, estamos unidos em nossa busca, perseguindo um sonho esplêndido e ensolarado da Cerimônia de Abertura dos Jogos Mundiais Universitários de Verão de 2021. Espero ver esse sonho se tornar realidade verdade na noite de 28 de julho. | ” |
|   | |   |

Também se confirmou a presença na cerimônia do presidente chinês Xi Jinping que declarou a 31.ª edição dos Jogos Mundiais Universitários de Verão e realizou um jantar de boas-vindas, além de eventos bilaterais com alguns  líderes estrangeiros presentes na cerimônia de abertura e em visita à China. Os líderes estrangeiros confirmados que assistiram a cerimônia são: o presidente Joko Widodo (Indonésia), o presidente Mohamed Ould Ghazouani (Mauritânia), o presidente Évariste Ndayishimiye (Burundi), o presidente Irfaan Ali (Guiana), o primeiro-ministro Irakli Garibashvili (Geórgia) e o primeiro-ministro Sitiveni Rabuka (Fiji).